# Eulophus tyrrhenus
Eulophus tyrrhenus är en stekelart som beskrevs av Walker 1839. Eulophus tyrrhenus ingår i släktet Eulophus och familjen finglanssteklar.
Artens utbredningsområde är Frankrike. Inga underarter finns listade i Catalogue of Life.